# Дрянные промоутеры
«Дрянные промоутеры» (англ. Janky Promoters) — американская комедия Маркуса Рэбоя 2009 года, снятая по сценарию Айс Кьюба. Главные роли исполнили Айс Кьюб, Майк Эппс и Young Jeezy.

## Сюжет
Друзья Рассел Реддс и Джеллиролл считают себя большими промоутерами. Они решают организовать у себя в Модесто концерт рэпера Young Jeezy, не имея достаточного количества денег для такого мероприятия. Рассел пытается занять у мамы, которая торгует наркотиками, но та отказывает ему. В итоге он крадёт чековую книжку своей девушки и снимает деньги с её счёта, которые она откладывала на свадьбу. Этих денег всё равно не хватает, и он вынужден экономить на всём. Вместо лимузина за рэпером и его свитой он отправляет обычный фургон, а вместо гостиницы везёт их в мотель. У Рассела есть взрослый сын Сеймур, из которого отец планирует сделать рэп-звезду.
Young Jeezy и его команду из аэропорта забирает на фургоне Джеллиролл. Поскольку музыканты хотят купить «травку», Джеллиролл везёт их в гетто. У гангстера по имени Мондо Джеллиролл покупает наркотики. Ещё Мондо хочет попасть на вечеринку к Young Jeezy после его концерта. Джеллиролл сообщает, что попробует такое устроить и берёт с Мондо за эти услуги $20 000. Эти деньги Джеллиролл тратит на дорогие наручные часы, украшения и одежду для себя.
Приближается вечер, а вместе с ним и начало концерта. Расселу и Джеллироллу приходится увиливать ото всех подряд. С одной стороны их преследует хозяин кинотеатра, в котором состоится это мероприятие, поскольку у них нет всей суммы, чтобы заплатить за его аренду, с другой стороны им нужно найти Young Jeezy и заставить того выйти на сцену, что он отказывается делать, пока не выплачен гонорар. На концерт прибывает Мондо со своими людьми и хочет попасть за кулисы к артисту. Зрителей же пытается занять своим рэпом сын Рассела, но публика начинает неистовствовать. Young Jeezy отказывается выступать и Расселу и Джеллироллу ничего не остается, как спасаться бегством с этого мероприятия.
Young Jeezy попадает в руки флаер с рекламой вечеринки у Мондо и он отправляется на неё. Сам Мондо при этом думает, что рэпер снизошёл до его вечеринки благодаря Джеллироллу, поэтому больше на него не сердится. Рассел же забирает у Джеллиролла те дорогие часы, что тот недавно купил, чтобы вернуть деньги своей девушке.

## В ролях
- Айс Кьюб — Рассел Реддс
- Майк Эппс — Джеллиролл
- Young Jeezy — играет себя
- Ламард Тейт — Перси
- Дэррис Лав — Мондо
- Хулио Оскар Мечосо — Джон Глэнвилл
- Lil’ JJ — Сеймур «Янг Семор» Реддс
- Гленн Пламмер — офицер Ронни Стикс
- Хуанита Дженнингс — мама Рассела
- Алома Райт — мисс Энн
- Джохара Джонс — Лоли Тайсон
- Тамала Джонс — Реджина Стикс
- Джоуи Греко — Кевин Малайн
- Габриэль Деннис — фанатка
- Тиффани Хэддиш — Мишель
- Пейдж Кеннеди — диджей

## Производство
Сценарий фильма написал Айс Кьюб и снова позвал на роль своего напарника Майка Эппса. Ранее этот дуэт уже появлялся вместе в фильмах «Следующая пятница» (2000), «Пятница после следующей» (2002) и «Всё о Бенджаминах» (2002).
В 2010 году в интервью Айс Кьюб рассказал, что работал над фильмом с братьями Вайнштейнами, которые как оказалось, в тот момент имели проблемы с деньгами. Они не смогли выпустить фильм в широкий прокат, и фильм имел ограниченный релиз. Айс Кьюб также сказал, что фильм был незакончен. Планировалось ещё несколько дней пересъёмок, должна была быть другая музыка. Однако Вайнштейнам срочно нужны были деньги, и они выпустили фильм на DVD раньше времени без ведома Айс Кьюба. Также Айс Кьюб рассказал, что момент в фильме, когда промоутеры пытались расплатиться с рэпером часами, взят из его жизни, когда однажды промоутеры пытались расплатиться с ним драгоценностями.

## Критика
Критики отнеслись к фильму прохладно. В The Movie Report отметили, что у дуэта Кьюба и Эппса ещё осталась какая-то химия, но оба похоже играют здесь на автопилоте. В DVD Talk отмечают, что химия между главными героями нарушается из-за того, что в этом фильме уже и Айс Кьюб хочет быть комиком и пытается тянуть одеяло на себя, но ему это совершенно не подходит.